# فیلمون یانگ
فیلمون یانگ (انگلیسی: Philémon Yang؛ زادهٔ ۱۴ ژوئن ۱۹۴۷) یک سیاست‌مدار اهل کامرون است.